# Songs: Ohia (musikalbum)
Songs: Ohia, även kallat The Black Album, är Songs: Ohias debutalbum, utgivet 1997.

## Låtlista
1. "Vanquisher" (Cabwaylingo) - 2:19
2. "Oriole" (Crab Orchard) - 3:18
3. "(G+T) Constant" (Gauley Bridge) - 2:07
4. "Sin & Death" (Blue Jay) - 1:41
5. "Citadel" (Tenskwatawa) - 3:04
6. "930" (White Sulfur) - 2:48
7. "Republic" (Our Republic) - 3:16
8. "Texas" (Big Sewell Mt.) - 4:43
9. "One" (Cotton Hill) - 1:39
10. "Sailor" (Dogwood Gap) - 2:37
11. "Fortunate Man" (Little Beaver) - 2:07
12. "Runs For It" (Blue Stone) - 2:17
13. "Hayfoot" (U.M.W. Pension) - 3:24

Vinylutgåvan av skivan innehöll även låten "For You" (Greenbrier) between Dogwood Gap & Little Beaver.